# Obština Nikopol
Obština Nikopol (bulharsky Община Никопол) je bulharská jednotka územní samosprávy v Plevenské oblasti. Leží ve středním Bulharsku v Dolnodunajské nížině, u Dunaje a hranic s Rumunskem. Sídlem obštiny je město Nikopol, kromě něj zahrnuje obština 13 vesnic. Žije zde téměř 9 tisíc stálých obyvatel.

## Sídla
- Asenovo
- Bacova Machala[p 1]
- Čerkovica[p 1]
- Debovo[p 1]
- Dragaš Vojvoda[p 1]
- Evlogievo
- Ljubenovo
- Lozica
- Muselievo[p 1]
- Nikopol[p 2] (sídlo správy)
- Novačene[p 1]
- Sanadinovo
- Văbel[p 1]
- Žernov

## Sousední obštiny
| Růžice kompasu |          |                 |        | Růžice kompasu |
| Růžice kompasu | Guljanci | Sever           | Belene | Růžice kompasu |
| Růžice kompasu | Guljanci | Obština Nikopol | Belene | Růžice kompasu |
| Růžice kompasu | Guljanci | Jih             | Belene | Růžice kompasu |
| Růžice kompasu | Pleven   | Levski          |        | Růžice kompasu |

## Obyvatelstvo
V obštině žije 8 616 obyvatel a je zde trvale hlášeno 9 128 obyvatel. Podle sčítání 7. září 2021 bylo národnostní složení následující:
- Bulhaři: 4 945 (74.6 %)
- Turci: 1 593 (24.0 %)
- Romové: 53 (0.8 %)
- ostatní: 35 (0.5 %)

V období 2011 až 2021 v obštině ubylo 1 758 obyvatel.